# Numărul 23
Numărul 23 (în engleză The Number 23) este un film thriller psihologic din 2007, regizat de Joel Schumacher după un scenariu scris de Fernley Phillips. Rolurile principale sunt interpretate de Jim Carrey, Virginia Madsen, Danny Huston și Logan Lerman. El a fost lansat ulterior pe DVD în SUA la 24 iulie 2007 (la 23 iulie în Marea Britanie) și a avut premiera la HBO la 19 aprilie 2008.
Povestea implică o obsesie legată de enigma numărului 23, o credință ezoterică că toate incidentele și evenimentele sunt în legătură cu numărul 23, unele permutări ale numărului 23 sau un număr relaționat cu 23. Acesta este al doilea film al cuplului format de regizorul Schumacher și actorul Carrey, primul fiind Batman Forever. Aceasta este primul rol al lui Jim Carrey într-un thriller.

## Rezumat
Walter Sparrow (Jim Carrey) este un ofițer de la Controlul Animalelor; el este căsătorit cu Agatha (Virginia Madsen) și au un fiu, Robin (Logan Lerman). Filmul începe cu nararea de către Walter a evenimentelor de la recenta aniversare a zilei sale de naștere. El a primit un apel pentru a prinde un câine. Walter îl încolțește pe câine și află de pe o plăcuță pe care o purta la gât că numele său este Ned. Câinele îl mușcă de braț și scapă. Din cauza întârzierii cauzate de urmărirea lui Ned, Walter întârzie la întâlnirea cu soția sa, iar aceasta, în timp ce-l aștepta, intră într-o librărie și-i cumpără o carte intitulată The Number 23, care era scrisă de Topsy Kretts. Atunci când Walter ajunge, Agatha îi dă cartea pe post de cadou pentru ziua sa de naștere.
Walter începe să citească romanul, observând asemănări ciudate între el și personajul principal, un detectiv care se referă la sine însuși ca "Fingerling". Personajul explică faptul că el și-a luat numele de la o carte obscură pentru copii, una de care s-a bucurat și Walter când era copil. Cartea detaliază întâlnirea lui Fingerling cu "Blonda sinucigașă", a cărei bizară obsesie față de numărul 23 o dtermină să-și ucidă prietenul ei și apoi să se sinucidă. Walter începe să aibă vise în care o ucide pe Agatha, ceea ce îi provoacă un comportament extrem de paranoic. După un astfel de vis, el pleacă din casă la miezul nopții și se duce la Hotelul King Edward. Inițial, i se oferă camera 27, dar el cere camera 23. Walter își petrece noaptea terminând de citit cartea doar pentru a descoperi că această carte se oprește la capitolul 22 cu Fingerling stând în picioare într-un balcon nefiind decis dacă să se arunce sau nu, după uciderea iubitei sale, Fabrizia.
A doua zi, Walter vede câinele Ned de la fereastra camerei de hotel și-l urmărește la un cimitir, unde întâlnește un preot și pe grădinarul cimitirului și află că ei l-au poreclit pe Ned "paznicul morților" din cauza faptului că acesta stătea și privea pietrele funerare, cu o atenție specială la mormântul unei fete pe nume Laura Tollins, victimă a unui omor și al cărui cadavru nu a fost găsit niciodată, mormântul fiind prin urmare gol. Walter se întoarce acasa cu un articol de ziar despre uciderea studentei Laura Tollins (Rhona Mitra) de către profesorul ei de psihologie, Kyle Flinch (Mark Pellegrino), cu care avusese relații sexuale; circumstanțele uciderii Laurei sunt aproape identice cu cele ale uciderii Fabriziei în The Number 23. Walter crede că profesorul a scris cartea ca o mărturisire secretă și se duce să-l vadă în închisoare. Omul își proclamă nevinovăția de a fi autorul crimei și afirmă că nu a scris el cartea, precizând că niciodată nu ar alege un pseudonim ca "Topsy Kretts" și subliniind că acesta este un omofon evident pentru "Top Secrets".
Robin găsește o adresă de cutie poștală ascunsă în partea din spate a cărții și trimit acolo un transport de 23 de cutii pentru a spera să-l atragă pe autorul cărții. Ei îl așteaptă pe Topsy Kretts (Bud Cort), care, fiind confruntat cu Walter, devine panicat, afirmă că Walter trebuia să fie mort și își taie gâtul. În buzunarele interioare ale bărbatului, Agatha găsește un card de acces într-o instituție de boli mentale, de unde află că omul era dr. Sirius Leary. Ea merge la azilul abandonat și găsește vechiul birou al lui Leary. Într-o cameră cu pereții acoperiți cu calcule în care apare numărul 23, ea găsește o cutie veche cu numele lui Walter pe ea. Între timp, Robin și Walter descoperă că fiecare al 23-lea cuvânt de pe fiecare a 23-a pagină a cărții ascunde două mesaje pe care îi duc la "Casanova's Park". Ei ajung la parc noaptea târziu și coboară o scară marcată "Pașii spre rai", care are 23 de trepte. În partea de jos, ei sapă adânc în pământ și descoperă un schelet uman, probabil al Laurei Tollins, dar atunci când se întorc cu un ofițer de poliție, oasele dispăruseră. Walter o acuză pe Agatha că a luat oasele și că ea este autoarea cărții. Ea admite că a mutat scheletul pentru a-și proteja soțul, dar îi spune lui Walter este el este cel care a scris cartea și-i arată conținutul cufărului de la institut. În cutie este un manuscris al cărții The Number 23, cu numele lui Walter pe el și o brățară de gleznă care i-a aparținut Laurei Tollins.
El se întoarce în camera 23 de la hotel, unde dă jos tapetul și găsește capitolul 23 din carte scris peste tot pe perete. Capitolul explică faptul că povestea a fost mărturisirea lui Walter și el își amintește de ce a făcut totul: tatăl său s-a sinucis, după moartea mamei lui Walter. Biletul lui de sinucidere era o pagină de lucruri care duceau la numărul 23. Walter a iubit-o pe Laura Tollins și a devenit obsedat de numărul 23 din cauza tatălui său. Laura a început să se culce cu profesorul ei. Walter a încercat să o avertizeze cu privire la faptul că numărul era periculos și urma să renunțe la el pentru a o chinui pe ea. Ea i-a spus că el era nebun, provocându-l pe Walter să o omoare. Furios, Walter a înjunghiat-o și a îngropat-o în parc, fiind observat de Ned. Profesorul a fost primul care a mers în camera în care Laura a fost ucisă și a pus mâna pe cuțit, acoperind arma cu amprentele sale și mânkindu-și mâinile cu sânge. În urma acestor dovezi, el a fost condamnat pentru crimă. Walter a mers în camera de hotel, a scris The Number 23, scriind capitolul 23 pe pereți, podea și pe orice altă parte a camerei, iar apoi a sărit de pe balcon. El a supraviețuit, dar a suferit leziuni grave. Walter a ajuns în institutul în care lucra dr. Leary. Dr. Leary a citit manuscrisul și, după publicarea acesteia, a devenit obsedat el-însuși de numărul 23. Din cauza căderii, Walter a suferit pierderi de memorie și a uitat că a comis crima, iar la părăsirea institutului a întâlnit-o pe Agatha.
Agatha îl găsește pe Walter la hotel și încearcă să-l asigure că el nu mai este persoana care era atunci când a scris cartea. El insistă că este un criminal, acceptând faptul că a ucis-o pe Laura Tollins și-i spune Agathei să plece înainte de a o ucide și pe ea. Agatha îl provoacă să o omoare, spunându-i că îl iubește. Walter îi spune că nimeni nu poate să-l iubească pe el, iese din hotel și sare în stradă, unde aproape că este lovit de un autobuz, dar renunță în ultimul moment atunci când își dă seama că fiul său se uită. El își îmbrățișează familia, apoi anunță că se va preda și va aștepta să fie condamnat. Are loc o procesiune de înmormântare a oaselor Laurei Tollins în mormântul ei, unde profesorul Flinch este văzut liber.
La sfârșitul filmului este afișat un citat din Biblie din Numeri 32:23: "Fiți sigur că păcatul vostru vă va găsi".

## Distribuție
- Jim Carrey - Walter Paul Sparrow / detectivul Fingerling
  - Paul Butcher - tânărul Walter / Fingerling
- Virginia Madsen - Agatha Pink-Sparrow / Fabrizia
- Logan Lerman - Robin Sparrow
- Danny Huston - Isaac French / dr. Miles Phoenix
- Rhona Mitra - Laura Tollins
- Bud Cort (necreditat) - dr. Leary
- Chris Lajoie - Benton
- Mark Pellegrino - Kyle Finch
- Lynn Collins - Isobel Lydia Hunt / doamna Dobkins / "Blonda sinucigașă" / tânăra mamă a lui Fingerling
- Michelle Arthur - Sybil
- Ed Lauter - părintele Sebastian
- Corey Stoll - sergentul Burns
- Tom Lenk - librarul
- Bob Zmuda - funcționarul de la birou
- K.T. Rowe (necreditat) - prietena

## Recepție
Filmul a primit o majoritate covârșitoare de recenzii negative din partea criticilor, cu un rating curent de 8% pe Rotten Tomatoes și un consens că "Jim Carrey a fost pătrunzător într-un număr de roluri necomice, dar acest rol palid și supraestimat nu este unul dintre ele. Numărul 23 este stângaci, neangajator și mai ales confuz". Printre puținii critici cărora le-a plăcut filmul se află Richard Roeper și criticul George Pennachio de la KABC-TV din Los Angeles, care au dat filmului un rating de "2 degete în sus" la emisiunea de televiziune Ebert & Roeper (Pennachio îl înlocuia pe Roger Ebert care era bolnav).
Cu toate acestea, Michael Phillips, care l-a înlocuit pe Ebert la o emisiune din 2007 (difuzată la 12 ianuarie 2008), a plasat filmul pe locul 7 în lista celor mai proaste filme ale anului (Roeper nu l-a inclus în lista sa). Peter Travers (de la Rolling Stone) a declarat că filmul este cel mai prost film al anului 2007, în timp ce Colm Andrew de la Manx Independent a spus că filmul "oferă o poveste incoerentă și confuză, cu doar câteva elemente de stil".
Pentru interpretarea sa, Jim Carrey a fost nominalizat la Premiul Zmeura de Aur pentru cel mai prost actor la festivitatea de premiere din 2008, dar a pierdut în fața lui Eddie Murphy din filmul Norbit.

### Box office
În primul weekend, Numărul 23 a adus încasări de 14,6 milioane de dolari, plasându-se în urma filmului Ghost Rider care a adus 20 milioane de dolari. În total, filmul a avut încasări de 35,2 milioane de dolari pe piața internă. La nivel mondial, încasările totale au fost de 77,6 milioane de dolari. El a rulat doar 35 de zile.

## DVD
Filmul a fost lansat pe DVD la 24 iulie 2007; versiunea a inclus și scene șterse, cum ar fi un început alternativ mult mai abstract care amintește oarecum de începerea filmului The Double Life of Véronique și un final alternativ care oferă câteva detalii despre condamnarea la închisoare a lui Walter și aluzii la posibilitatea că fiul ar putea fi subiectul aceleiași obsesii ca și tatăl său. Discul include și interviuri cu matematicieni, psihologi și numerologi. DVD-ul prezintă filmul cu 23 de capitole. Până la 24 august 2007, Numărul 23 a generat încasări de 27,7 milioane de dolari din închirierea de DVD-uri.